# Мшвидобиани
Мшвидобиани (груз. მშვიდობიანი) — село в Грузии, в муниципалитете Лагодехи края Кахетия. 

## География
Село расположено в восточной части края, в 17 километрах по прямой к юго-западу от центра муниципалитета Лагодехи. Высота центра — 220 метров над уровнем моря.

## Население
По данным переписи населения 2014 года, в селе проживало 532 человека.
| Год  | Население | Мужчины | Женщины |
| ---- | --------- | ------- | ------- |
| 2002 | 476       | 244     | 232     |
| 2014 | 532       | 271     | 261     |